# Воеций, Гисберт
Гисберт (Жизбер) Воеций (Воет) (лат. Gisbertus Voetius, нидерл. Gijsbert Voet; 3 марта 1589, Хёсден, Северный Брабант, Республика Соединённых провинций — 1 ноября 1676, Лейден) — голландский религиозный деятель, главный пастор Утрехта, кальвинистский богослов, педагог, профессор и ректор (1641/42) Утрехтского университета.

## Биография
Родился в благородной голландской семье. С 15-летнего возраста изучал богословие в университете Лейдена.
В 1611 рукоположен в сан протестантского пастора. Служил во Влаймене (1611—1617), откуда в 1617 году вернулся в Хёсден.
В 1612 году женился на Делиане ван Дист, с которой у него было 10 детей. Проповедовал восемь раз в неделю и неустанно трудился в своей конгрегации, а также за её пределами, в результате чего многие римо-католики стали прихожанами реформатской церкви. Убедил многие торговые компании, отправляющиеся в дальние плавания, принять миссионеров на борт своих кораблях. Даже на вершине своей деятельности в качестве пастора и учёного-евангелиста, обычно вставал в четыре часа ночи, чтобы изучать семитские языки (иврит, арабский и сирийский языки).
В 1619 наряду с Францискусом Гомарусом, сыграл большую роль в решениях Дордрехтский синода Реформатской церкви, постановившем догмат абсолютного предопределения, и отлучившего ремонстрантов oт реформаторской церкви.
В 1634 стал профессором теологии и семитских языков в Утрехтском университете. Через три года стал пастором конгрегации в Утрехте.
Был одним из главных проповедников радикального крыла кальвинизма в споре с
арминианами.
Замешан в деле Джордано Бруно. В 1589 году, будучи протестантским пастором суперинтендантом Гельмштадта Гильберт Воеций отлучил Бруно от церкви, произнеся обычную формулу:

«Любезные братья во Христе! Джордано-ноланец в течение долгого времени пребывал в грехе богохульства. Многократные увещевания словом божиим и наказания, налагаемые светской властью, не могли направить его к христианскому благочестию. Дабы паршивая овца не заразила все стадо господне, дабы соблазнительный пример не повредил всей христианской общине,
отлучается…»
Воеций, профессор Утрехтского университета, совмещал просвещение умов со службой Богу. Сделал карьеру на травле философов.
Непримиримый противник идей Декарта, первым пытавшегося отделить науку от религии. Оппонент Декарта, предложил развернутое изложение кальвинистской доктрины о связи веры и разума, теологии и философии, в частности о том, что никакого участия человека в своём собственном спасении не допускалось, в своей работе «Disputationes theologicae», где они затрагивают все темы догматики и морали. Организатор шумных демонстраций против взглядов Декарта, шествия студентов с криками, свистом и рукоплесканиями, которыми в те годы выгоняли со сцены провалившихся актёров.
Став ректором университета в Утрехте, Воеций сумел добиться вызова Декарта в суд. В Утрехте звонили колокола, а напечатанный текст вызова читали глашатаи и вывешивали на стенах домов. Декарт в суд не явился. Впрочем, Воеций все равно был доволен. Он готовился заочно осудить философа на изгнание из провинции, на штраф и уже собирал книги Декарта, чтобы развести костёр, для их сожжения.
Декарту пришлось искать защиты у влиятельных людей. 

«Меня уверяют, — писал он принцу Оранскому, — что Воеций вошел даже в переговоры с палачом, дабы тот развёл костёр как можно больше, чтобы пламя было видно издали…» 
Вмешательство вельмож прекратило конфликт.
В 1643 году он написал трактат о свободе вероисповедания.
Вошёл в историю Утрехта запомнившейся неоднозначной личностью.

## Избранные труды
- Theologia practica
- Selectae disputationes theologicae (в 5-ти томах, Утрехт 1648—1669), нравственные поучения Реформатской церкви)
- Politica ecclesiatica (3 тома, 1663—1676), о жизни церкви в общинах
- Te askètika sive exercitia pietatis (1664, опубл. в 1996), учебник набожности и нравственной жизни